# Pali-canon

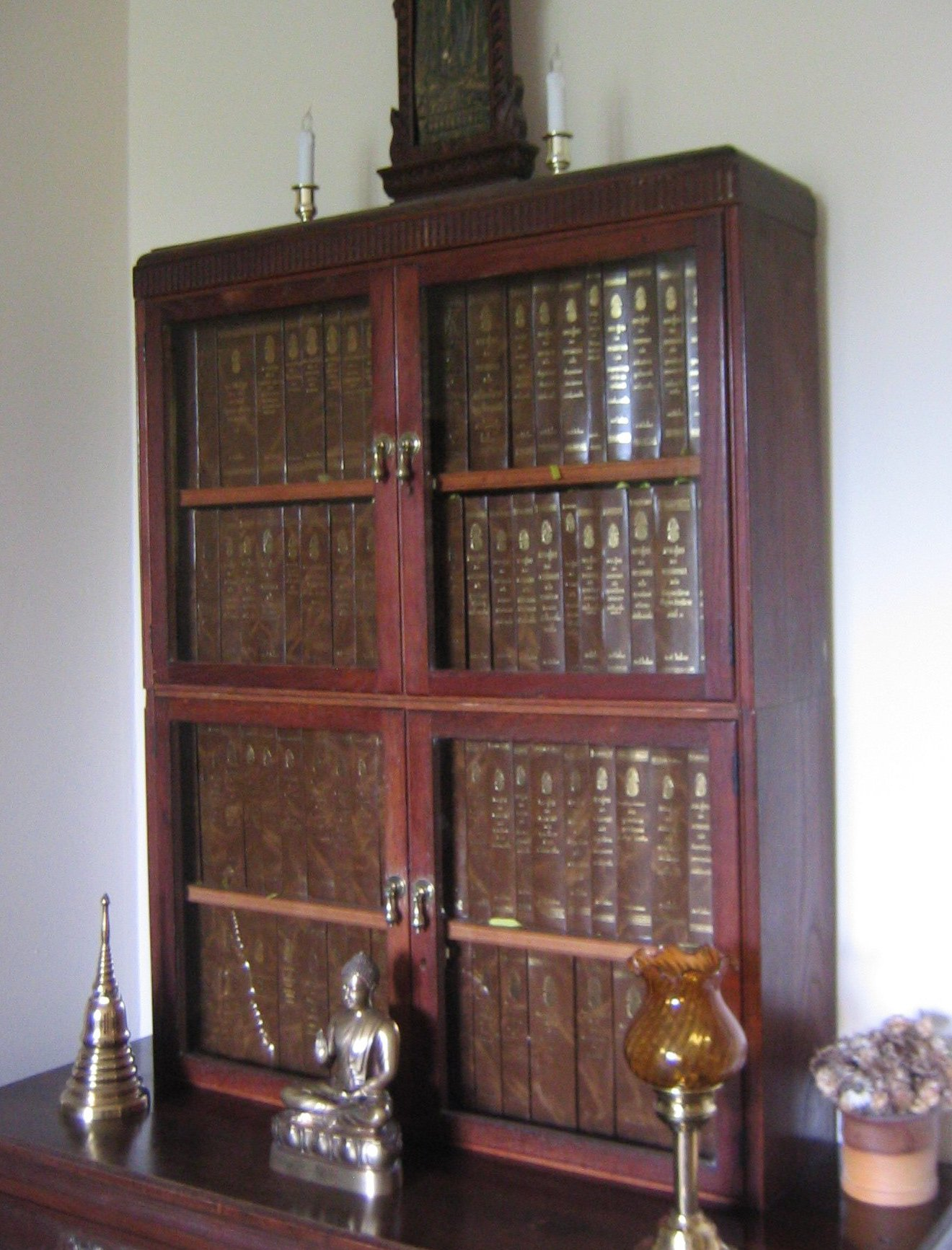
Standaardeditie van de Thaise Pali-canon

De Pali-canon (Pali: Tipitaka) is de  officiële tekst van het Theravada boeddhisme en de enige nog bestaande vroeg-boeddhistische verzameling van toespraken (soetta's) van de Boeddha. De Pali-canon vindt zijn oorsprong in de toespraken die de Boeddha gaf gedurende de laatste 45 jaar van zijn leven, toen hij actief was als leraar.

## Oorsprong
De Pali-canon is opgesteld in de taal Pali, en is volgens de Boeddhistische overlevering voor de eerste keer gereciteerd in de eerste raadsvergadering van de boeddhistische Sangha (gemeenschap van monniken). Deze vergadering vond plaats kort na het overlijden van de Boeddha, circa 400 voor Christus. Het doel van de vergadering was het vastleggen van de leerstellingen die de Boeddha had gegeven. In deze vergadering reciteerde de monnik Ananda alle toespraken over de leer van de Boeddha, de Dhamma. De monnik Upali reciteerde alle toespraken over de monastische regels voor boeddhistische monniken, de vinaya. In het Pali wordt de Pali-canon de Tipitaka genoemd, wat 'de drie manden' betekent. Tijdens de eerste recitatie waren er echter slechts twee manden:
1. De Vinaya-pitaka: de mand van de vinaya - de boeddhistische monastische code.
2. De Sutta-pitaka: de mand van de suttas - de toespraken over de Dhamma.

De derde pitaka (de Abhidhamma-pitaka) is van latere datum (543 tot 250 voor Christus) en bevat divers filosofisch commentaar en filosofische extrapolaties gebaseerd op de Sutta-pitaka. In de Abhidhamma-pitaka zijn de onderliggende doctrinale principes van de Suttanta-pitaka gereorganiseerd en toegepast in een systematisch kader dat toegepast kan worden in de analyse van de natuur van geest en lichaam. De Abhidhamma wordt echter niet algemeen geaccepteerd als een correcte leer. Sommige monniken en leraren denken dat er fundamentele fouten in zitten. De Suttanta-pitaka en Vinaya-pitaka vormen samen het 'woord van de Boeddha'. De Abhidhamma valt daarbuiten omdat het commentaar van later datum is.

## Verdere ontwikkeling

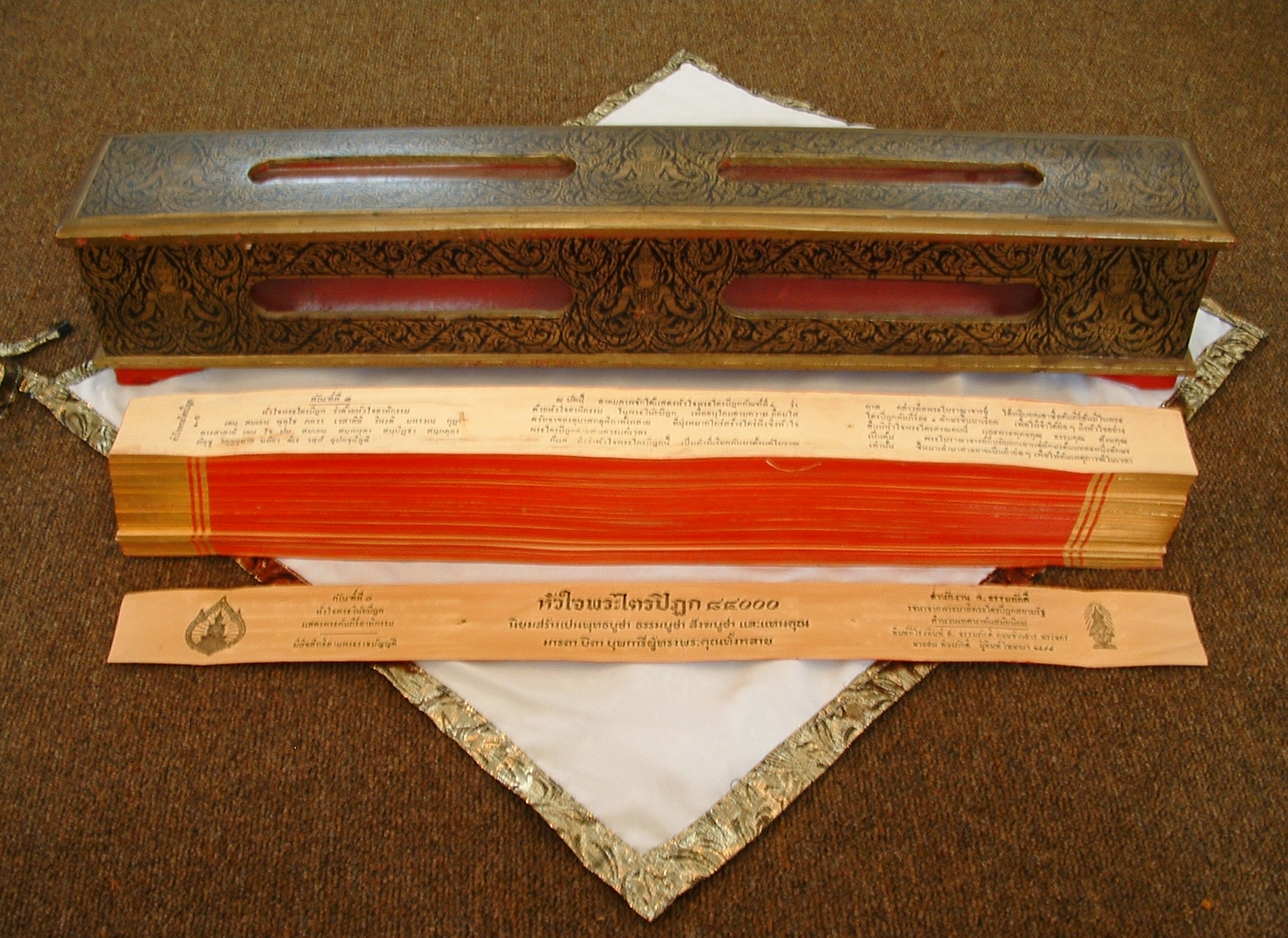
Traditionele wijze van publicatie van de Pali-canon

Ananda werd door de Boeddha geprezen om zijn fenomenale geheugen. Hij gebruikte echter waarschijnlijk verschillende manieren om de toespraken van de Boeddha gemakkelijker te onthouden. Veel van de toespraken van de Boeddha zijn daardoor geen letterlijke weergave van de toespraken van de Boeddha, maar bevatten standaardformules en beschrijvingen die vaak herhaald worden om het onthouden van vele, vaak enigszins dezelfde uitspraken en formuleringen makkelijker te maken.
In de periode na de eerste boeddhistische raadsvergadering doken er nog verschillende (verzamelingen van) toespraken op, die Ananda niet had gereciteerd omdat hij niet van het bestaan ervan af wist. Deze zijn daarom later toegevoegd tot de Suttanta-pitaka. Vanaf het jaar 250 voor Christus was dit niet meer mogelijk, omdat de Sangha toen in de derde boeddhistische raadsvergadering besloten heeft om de Tipitaka officieel te 'sluiten' voor nieuwe toevoegingen of wijzigingen in de tekst.
In de tijd van de Boeddha was het traditie in India dat religieuze geschriften niet opgeschreven werden, maar door groepen monniken werden onthouden en frequent gereciteerd. De monniken konden elkaar zodoende corrigeren als een van hen een fout maakte in de recitatie van een toespraak. Op deze manier werd de Pali-canon van het jaar 543 tot het jaar 35 voor Christus doorgegeven van leraar op leerling. In dat jaar woedde er een oorlog op Sri Lanka, waardoor verschillende monniken om het leven kwamen. De gemeenschap van monniken begreep dat het noodzakelijk was de Tipitaka op schrift te stellen voor het geval er ooit tegelijkertijd zo veel monniken zouden sterven dat gedeelten van de Tipitaka verloren zouden gaan. De Pali-canon werd aldus voor de eerste keer opgeschreven in de Grot Aloka, bij Matale op Sri Lanka, in de jaren 35 tot 32 voor Christus.

## Moderne versies

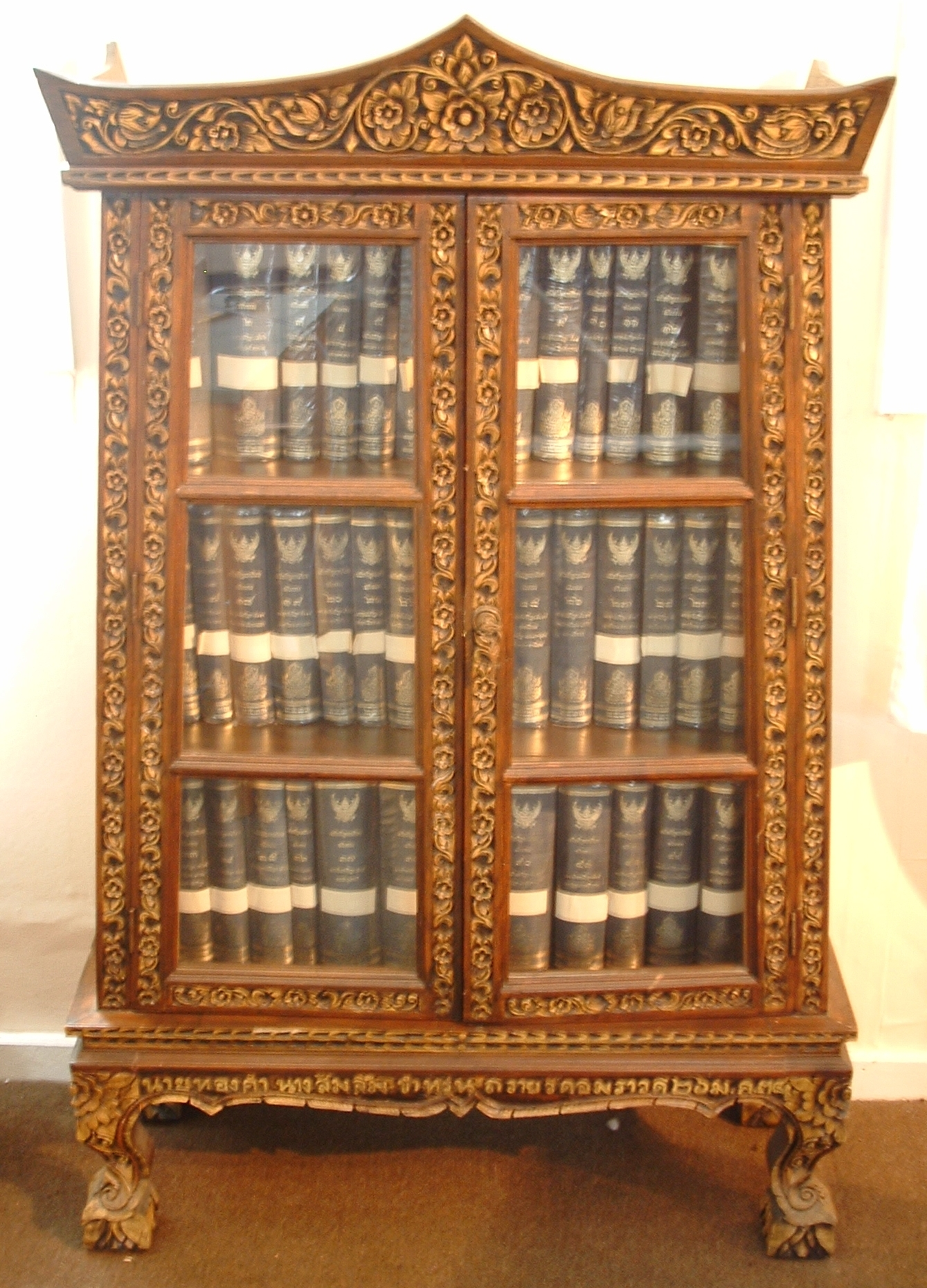
Traditionele kast in Thaise stijl met Pali-canon

Tegenwoordig hebben de drie voornaamste Theravada-landen (Sri Lanka, Thailand en Myanmar) elk hun eigen Tipitaka, die echter zeer sterk met elkaar overeenkomen. In 1956 hebben deze drie landen in Myanmar de zesde boeddhistische raadsvergadering gehouden, met als doel de verschillen te analyseren en tot één standaardversie van de Tipitaka te komen. Deze uiteindelijke versie, de Boeddha Jayanti-Editie van de Tipitaka, werd uitgegeven in Myanmar in 1957. De drie betrokken landen wilden hun eigen traditionele versie echter niet opgeven en vervangen door de Boeddha Jayanti-Editie. De Boeddha Jayanti-Editie was samengesteld door de voornaamste monniken van de drie belangrijkste boeddhistische landen en kan niettemin worden beschouwd als de meest correcte versie. 
Na de gezaghebbende uitgave van 1957 werd in Myanmar ook de eigen traditionele versie van de Tipitaka onder dezelfde naam Boeddha Jayanti-Editie weer uitgegeven.
Een organisatie in Thailand brengt de Boeddha Jayanti-Editie  opnieuw uit onder de naam World Tipitaka, die gratis beschikbaar is. Verschillend edities van de Tipitaka zijn tegenwoordig ook diditaal beschikbaar op het internet. In Engeland is er van de Pali-canon de editie van de Pali Text Society (PTS) beschikbaar.

## Vertaling in het Nederlands
Het overgrote deel van de Sutta-pitaka is in boekvorm in een Nederlandse vertaling verschenen:
- Dīgha-Nikāya: De verzameling van lange leerredes - vertaald door Jan de Breet en Rob Janssen, Rotterdam 2001
- Majjhima-Nikāya, De verzameling van middellange leerredes Deel I,  De eerste vijftig leerredes (Mulapannasa), vertaald door Jan de Breet en Rob Janssen, Rotterdam 2004
- Majjhima-Nikāya, De verzameling van middellange leerredes Deel 2, De middelste vijftig leerredes (Majjhimapannasa), vertaald door Jan de Breet en Rob Janssen, Rotterdam 2004
- Majjhima-Nikāya, De verzameling van middellange leerredes Deel 3, De laatste vijftig leerredes (Uparipannasa), vertaald door Jan de Breet en Rob Janssen, Rotterdam 2005
- Samyutta-Nikāya: De verzameling van thematisch geordende leerredes Deel 1, Het deel der verzen (Sagatha-Vagga) - vertaald door Jan de Breet en Rob Janssen, Rotterdam 2010
- Samyutta-Nikāya: De verzameling van thematisch geordende leerredes Deel 2, Het deel der oorzaken (Nidana-Vagga) - vertaald door Jan de Breet en Rob Janssen, Rotterdam 2011
- Samyutta-Nikāya: De verzameling van thematisch geordende leerredes Deel 3, Het deel der geledingen (Khandha-Vagga) - vertaald door Jan de Breet en Rob Janssen, Rotterdam 2012
- Samyutta-Nikāya: De verzameling van thematisch geordende leerredes Deel 4, Het deel der zes zintuiggebieden (Salyatana-Vagga) - vertaald door Jan de Breet en Rob Janssen, Rotterdam 2014
- Samyutta-Nikāya: De verzameling van thematisch geordende leerredes Deel 5, Het grote deel (Maha-Vagga) - vertaald door Jan de Breet en Rob Janssen, Rotterdam 2013
- Anguttara-Nikāya: De verzameling van numeriek geordende leerredes Deel 1, Het boek van de enen, twee- en drietallen (Ekaka-Nipata, Duka-Nipata, Tika-Nipata) - vertaald door Jan de Breet en Rob Janssen, Uitgeverij Bodhi, 2016.
- Anguttara-Nikāya: De verzameling van numeriek geordende leerredes Deel 2, Het boek van de viertallen (Catukka-Nipata) - vertaald door Jan de Breet en Rob Janssen, Uitgeverij Bodhi, 2016.
- Anguttara-Nikāya: De verzameling van numeriek geordende leerredes Deel 3, Het boek van vijf- en zestallen (Pancaka-Nipata, Chakka-Nipata) - vertaald door Jan de Breet en Rob Janssen, Uitgeverij Bodhi, 2019.
- Anguttara-Nikāya: De verzameling van numeriek geordende leerredes Deel 4, Het boek van zeven-, acht- en negentallen (Sattaka-Nikaya, Atthaka-Nikaya, Navaka-Nikaya) - vertaald door Jan de Breet en Rob Janssen, Uitgeverij Bodhi, 2019.
- Khuddaka-Nikāya: De verzameling van korte teksten Deel 1, Sutta-Nipāta & Dhammapada) - vertaald door Jan de Breet en Rob Janssen, Rotterdam 2002
- Khuddaka-Nikāya: De verzameling van korte teksten Deel 2, Khuddaka-Pāṭha, Udāna, Itivuttaka & Cariyapiṭaka) - vertaald door Jan de Breet, Rob Janssen en Anco van der Vorm, Rotterdam 2007
- Khuddaka-Nikāya: De verzameling van korte teksten Deel 3, Verzen van monniken en nonnen,(Theragāthā en Therīgāthā) - vertaald door Ria Kloppenborg, Nieuwerkerk a/d IJssel 2000

Sinds januari 2019 zijn alle rechten van bovenstaande uitgaven overgegaan naar Stichting Vrienden van het Boeddhisme (VvB), evenals die van de imprint Bodhi Uitgeverij, en worden de boeken zonder winstoogmerk uitgegeven.